# Arquivo Fotográfico do Instituto do Patrimônio Histórico e Artístico Nacional

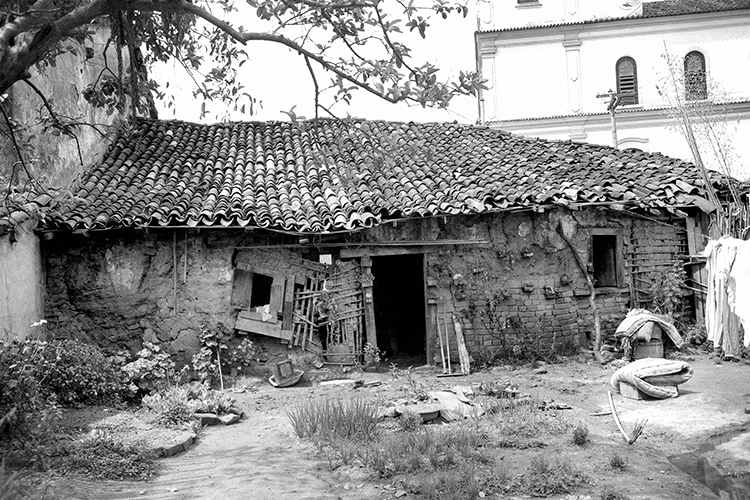
Casa da Parnaíba vista dos fundos, antes do restauro, em foto de 1955, feita por Herman Hugo Graeser para o Arquivo Fotográfico do IPHAN

O Arquivo Fotográfico do Instituto do Patrimônio Histórico e Artístico Nacional é o arquivo fotográfico do IPHAN, a autarquia federal responsável pela preservação e divulgação do patrimônio material e imaterial do Brasil. Foi criado em 1937, com o intuito de reunir fotografias e documentos fotográficos do instituto, em diversos suportes e formatos. Na sua concepção, foi amplamente defendido por Rodrigo Melo Franco de Andrade e por Mário de Andrade, autor do anteprojeto do IPHAN e quem acreditava em como a visualidade, através da fotografia, seria importante para a formação do então Serviço do Patrimônio Artístico Nacional.
O Arquivo Fotográfico do IPHAN tem grande importância não apenas por ser um repositório de milhares de documentos e registros relativos ao patrimônio histórico brasileiro, mas também por ser a instituição responsável por oferecer uma visualidade a esse patrimônio nacional e, consequentemente, da cultura do país, ao montar uma narrativa organizada desses bens e, ao mesmo tempo, promover o estabelecimento de uma tradição visual brasileira. Principalmente em termos artísticos e arquitetônicos.
A estrutura do arquivo é feita em três divisões internas: documentação oficial, documentação de pesquisa e documentação de obras. A primeira é responsável pela composição dos documentos dos bens tombados, oferecendo uma visualidade definitiva desses itens. Já a segunda é encarregada pelos registros realizados durante pesquisas para os estudos de tombamento e, a terceira, pela descrição visual do andamento dos tombamentos.
Como a grande parte das fotografias do acervo do arquivo são feitas durante o processo de tombamento, a autoria dessas imagens tende a variar entre mais 350 nomes de funcionários técnicos da instituição. É o caso pricipalmente de Herman Hugo Graeser, o primeiro fotógrafo oficialmente contratado pelo IPHAN, em 1937.